# Lisboa Belém Open 2023
Il Lisboa Belém Open 2023, noto come Del Monte Lisboa Belém Open 2023 per motivi di sponsorizzazione, è stato un torneo maschile e femminile di tennis professionistico. Il torneo maschile faceva parte della categoria Challenger 75 nell'ambito dell'ATP Challenger Tour 2023. Il torneo femminile faceva parte dell'ITF Women's World Tennis Tour nella categoria W40. Entrambi si sono giocati al Club Internacional de Foot-ball di Lisbona, in Portogallo, dal 2 all'8 ottobre 2023.

## Torneo maschile

### Teste di serie
| Nazionalità | Giocatore            | Ranking* | Testa di serie |
| ----------- | -------------------- | -------- | -------------- |
| Spagna      | Albert Ramos Viñolas | 95       | 1              |
| Italia      | Flavio Cobolli       | 122      | 2              |
| Kazakistan  | Timofej Skatov       | 130      | 3              |
| Spagna      | Pablo Llamas Ruiz    | 139      | 4              |
|             | Ivan Gakhov          | 165      | 5              |
| Francia     | Titouan Droguet      | 170      | 6              |
| Rep. Ceca   | Zdeněk Kolář         | 172      | 7              |
| Italia      | Matteo Gigante       | 185      | 8              |

* Ranking al 25 settembre 2023.

### Altri partecipanti
I seguenti giocatori hanno ricevuto una wild card per il tabellone principale:
- Gastão Elias
- João Sousa
- Pedro Sousa

Il seguente giocatore è entrato in tabellone come special exempt:
- Oriol Roca Batalla

I seguenti giocatori sono passati dalle qualificazioni:
- Oleksii Krutykh
- Javier Barranco Cosano
- Francesco Forti
- Alexander Weis
- Luka Mikrut
- Enrico Dalla Valle

I seguenti giocatori sono entrati in tabellone come lucky loser:
- Henri Laaksonen
- Henrique Rocha

## Torneo femminile

### Teste di serie
| Nazionalità | Giocatrice                | Ranking* | Testa di serie |
| ----------- | ------------------------- | -------- | -------------- |
| Australia   | Astra Sharma              | 161      | 1              |
| Ucraina     | Katarina Zavac'ka         | 188      | 2              |
| Romania     | Irina Maria Bara          | 193      | 3              |
| Turchia     | İpek Öz                   | 205      | 4              |
| Spagna      | Carlota Martínez Círez    | 233      | 5              |
| Paesi Bassi | Suzan Lamens              | 240      | 6              |
|             | Ekaterina Makarova        | 241      | 7              |
| Spagna      | Irene Burillo Escorihuela | 242      | 8              |

* Ranking al 25 settembre 2023.

### Altre partecipanti
Le seguenti giocatrici hanno ricevuto una wildcard per il tabellone principale:
- Baylen Brown
- Giulia Pereira De Aguiar
- Carolina Mesquita
- Carla Tomai

Le seguenti giocatrici sono passate dalle qualificazioni:
- Ilinca Dalina Amariei
- Claudia Hoste Ferrer
- Guiomar Maristany
- Andrea Lázaro García
- Živa Falkner
- Aneta Kučmová
- Yasmine Mansouri
- Katarina Jokić

La seguente giocatrice è entrata in tabellone come lucky loser:
- Alice Ramé

## Campioni

### Singolare maschile
Flavio Cobolli ha sconfitto in finale  Benjamin Hassan con il punteggio di 7–5, 7–5.

### Doppio maschile
Karol Drzewiecki /  Zdeněk Kolář hanno sconfitto in finale  Jaime Faria /  Henrique Rocha con il punteggio di 6–2, 7–6(5).

### Singolare femminile
Katarina Zavac'ka ha sconfitto in finale  Gergana Topalova con il punteggio di 6–3, 2–6, 7–5.

### Doppio femminile
Andrea Gámiz /  Eva Vedder hanno sconfitto in finale  Tayisiya Morderger /  Yana Morderger con il punteggio di 6–1, 6–2.